# 篠原無然
篠原無然（しのはらむぜん、本名：篠原禄次。1889年（明治22年）3月7日 - 1924年（大正13年）11月14日）は、飛騨地方で活動した教育者である。
兵庫県二方郡西浜村（現 美方郡新温泉町）諸寄（もろよせ）出身。早稲田大学中退。社会教育の先駆者。1914年（大正3年）11月、岐阜県飛騨地方の吉城郡上宝村（現 高山市）にあった上宝村第一小学校（現 高山市立本郷小学校）の代用教員となり、以降飛騨を中心に青年の教育や工女の待遇改善などに尽力。地元の青年たちと乗鞍岳登山道を整備した。乗鞍岳の姫ケ原・土俵ケ原や桔梗ケ原などの命名者としても知られる。雪の安房峠で遭難し、36年の生涯を閉じた。

## 経歴
- 1889年（明治22年）兵庫県二方郡西浜村（現 美方郡新温泉町）諸寄に生まれる。父・六一、母・つる。
- 1903年（明治36年）高等小学校を卒業し神戸の野口貿易商会へ見習社員として入社。
- 1904年（明治37年）4月、神戸商業学校（ 現 兵庫県立神戸商業高等学校）入学。
- 1907年（明治40年）9月、神戸で後藤新平の知遇を得る。この後、健康を害し神戸商業を中退する。
- 1909年（明治42年）春、兵庫県美方郡小代村（現 香美町）の小学校へ代用教員として赴任。
- 1910年（明治43年）11月『青年団の組織と事業』発行。二学期末に学校を辞任。
- 1911年（明治44年）4月、上京する。早稲田大学文科に入学。
- 1913年（大正2年）修養団機関雑誌『向上』の編集責任者となる。このころ新井奥邃の知遇を得る。山にこもり修養したいとの思いを募らせる。
- 1914年（大正3年）冬、上宝村本郷第一小学校（現 高山市立本郷小学校）の代用教員として奉職。
- 1915年（大正4年）4月、平湯分校へ転任。この後、飛騨地区の青年教育に熱心に取り組む。社会教育家として飛騨の工女たちの教育指導にも取り組む。
- 1923年（大正12年）3月、指導下にあった工女が入水し死亡。これを無然と結びつける排斥運動が活発化する。9月、関東大震災の救援活動のため上京。いったん平湯に帰った後の12月、大阪府住吉村帝塚山にある芸娼妓専門の難波病院に、大阪府の嘱託として勤務。
- 1924年（大正13年）10月大阪府を去り上京。その後平湯に帰ろうとして11月14日、雪の安房峠で遭難死。36歳。

## 著作
- 『容貌と人格』東京神田東亜堂、1914年
- 『青年団の組織及事業』実業之友社、1915年
- 『青年の光輝』中外印刷、1916年
- 『山嶽生活』大倉書店、1918年
- 『山の愛』未刊
- 『山上浄土』未刊
- 『日本アルプス物語』未刊